# Motore a due cilindri contrapposti

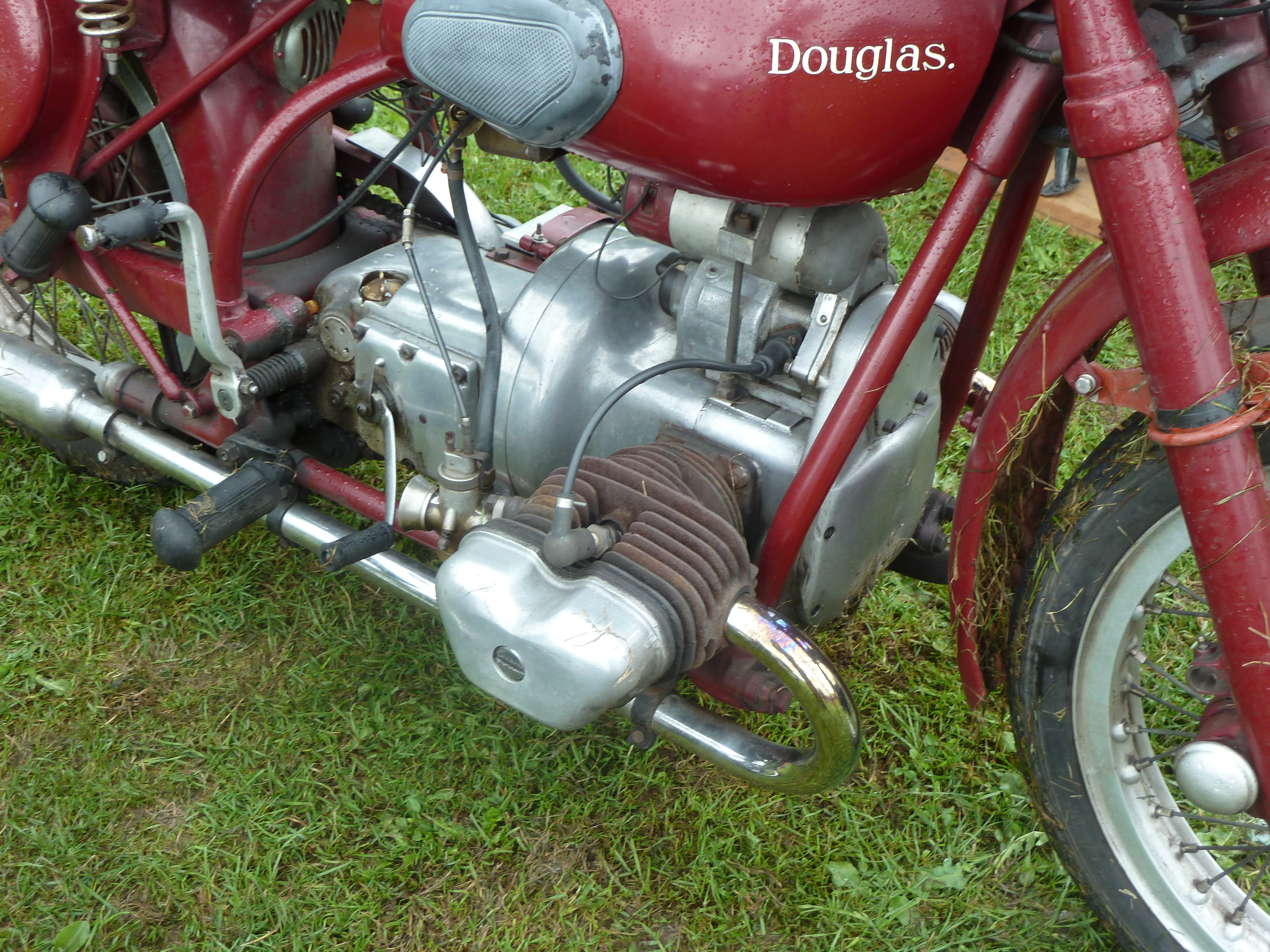
Motore bicilindrico bixer di una Douglas 80 Plus degli anni 50

Un motore a due cilindri contrapposti, chiamato anche motore a due cilindri orizzontali, è un motore a combustione interna a pistoni, con i due cilindri posizionati ai due lati opposti dell'albero motore. Il tipo più comune di questo motore è il bicilindrico boxer, dove entrambi i cilindri si muovono contemporaneamente verso l'interno e verso l'esterno.
Il progetto del bicilindrico contrapposto fu brevettato da Karl Benz nel 1896 e il primo motore di produzione fu utilizzato nell'auto Phaeton Lanchester da 8 hp costituita nel 1900. Il motore bicilindrico è stato utilizzato sia nella produzione automobilistica che in misura maggiore in quella motociclista; i primi modelli orientavano i cilindri in linea con il telaio, tuttavia i modelli successivi passarono ai cilindri perpendicolari al telaio per fornire un raffreddamento uniforme su entrambi i cilindri.
I motori a due cilindrici contrapposti furono utilizzati anche in diversi velivoli tra la fino degli anni '30 agli anni '60.

## Design tipico

Configurazione albero motore Boxer

uLa maggior parte dei motori bicilindrici piatti utilizzano una configurazione boxer per l'albero motore e sono quindi chiamati motori "bicilindrici boxer". In un motore bicilindrico boxer, l'albero motore di 180° muove i pistoni in fase

tra loro, quindi le forze generate da un pistone vengono annullate dall'altro, determinando un ottimo bilanciamento primario. L'ordine di accensione equidistante aiuta anche a ridurre le vibrazioni. Le forze uguali e opposte in un motore bicilindrico boxer generano tuttavia una coppia oscillante, a causa della distanza di offset tra i pistoni lungo l'albero motore. Un sistema di accensione comunemente usato è la scintilla persa, che è un semplice sistema di accensione che utilizza una bobina a doppia estremità che accende entrambe le candele ad ogni giro (cioè durante la compressione e la corsa di scarico). Questo sistema è senza distributore e richiede solo un interruttore di contatto e una bobina per il motore.

Sistema di accensione a scintilla sprecato

### Pressione del carter
La configurazione boxer bicilindrica può causare la pressione del basamento durante ciascuna corsa del pistone verso l'interno e la depressurizzazione durante ciascuna corsa del pistone verso l'esterno, poiché entrambi i pistoni si muovono contemporaneamente verso l'interno o verso l'esterno. Questo effetto di pompaggio del basamento (presente anche sui motori monocilindrici e sui motori bicilindrici paralleli a 360°) viene solitamente risolto mediante uno sfiato del basamento.
Il boxer bicilindrico Citroën 2CV ha sfruttato questo effetto di pompaggio per mantenere un vuoto parziale all'interno del carter, al fine di ridurre le perdite di olio in caso di malfunzionamento del paraolio. Ciò è stato ottenuto utilizzando una valvola unidirezionale (un lembo in pelle o gomma sopra un foro nel basamento), per far uscire l'aria dal basamento ma non entrare.

## Applicazioni

### Automobili

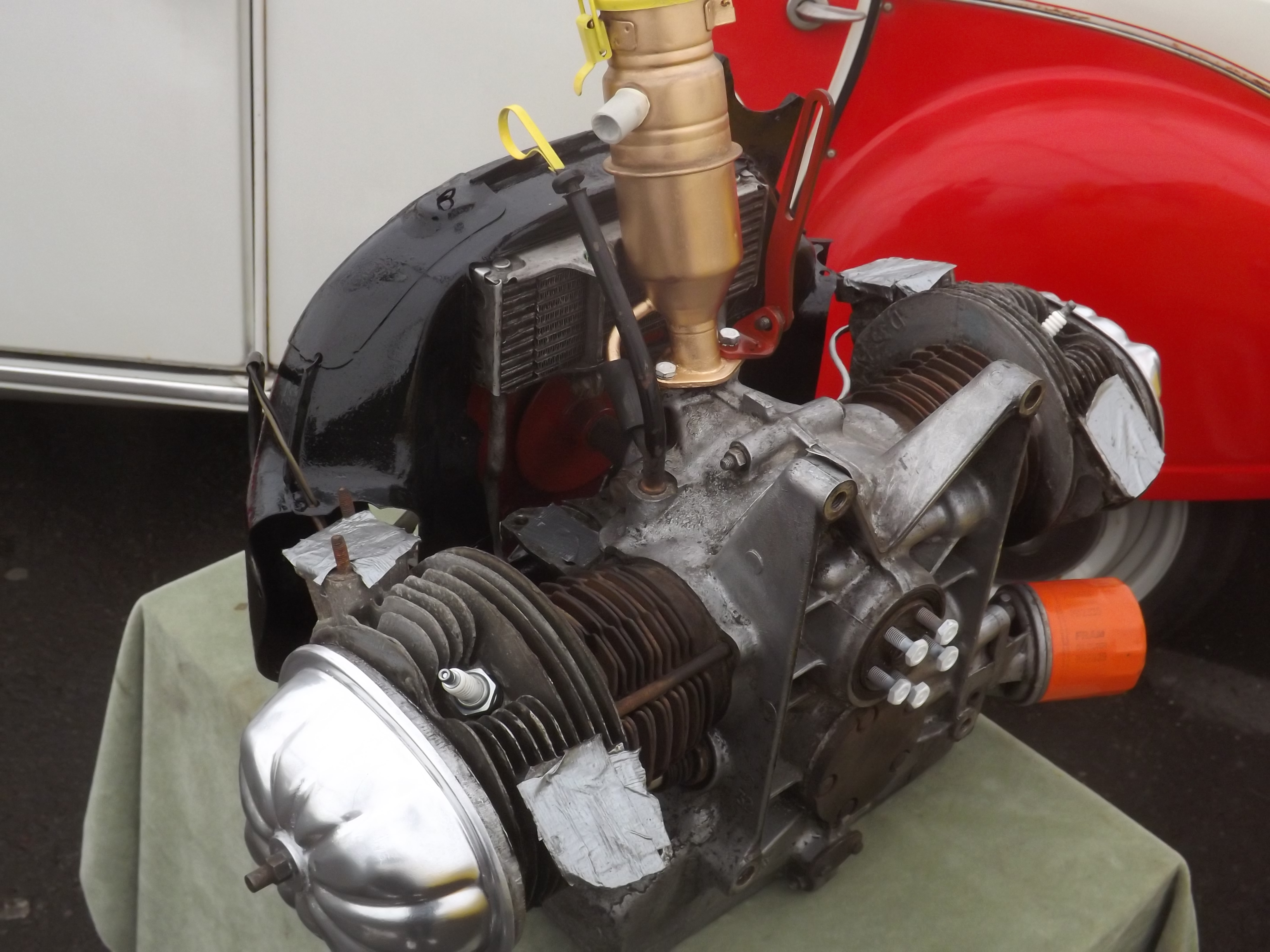
Motore Citroën 2CV (visto dal retro)

Gli inizi del motore bicilindrico furono nel 1896, quando Karl Benz ottenne un brevetto per il design. Un anno dopo, la sua azienda Benz & Cie ha presentato il primo motore bicilindrico piatto, un design boxer chiamato "motore contra".
Nel 1900, la Lanchester Engine Company iniziò la produzione del Lanchester 8 hp Phaeton, che utilizzava un motore bicilindrico piatto. Questo motore aveva un design insolito di due alberi a gomiti controrotanti, con ogni pistone attaccato al suo albero a gomiti da una biella spessa. Ogni pistone era anche collegato all'altro albero motore da due bielle più sottili, facendo muovere i due pistoni sullo stesso asse. Inoltre, la reazione di coppia di un albero motore annulla la reazione di coppia dell'altro, annullando la reazione di coppia nel motore. Lanchester ha utilizzato questo motore fino al 1904.
Altri primi utilizzi dei motori bicilindrici orizzontali furono il Ford Model A del 1903-04, il Ford Model C del 1904-1905, il Ford Model F del 1905-1906. e diversi modelli di Jowett Cars dal 1910 al 1937.
La Citroën 2CV, prodotta dal 1948 al 1990, è stata una delle prime auto a trazione anteriore a utilizzare un motore piatto. La 2CV era alimentata da un motore bicilindrico boxer raffreddato ad aria. Sempre nel 1948, la Panhard Dyna X fu lanciata con trazione anteriore e un motore bicilindrico boxer raffreddato ad aria. Altre auto dopo la seconda guerra mondiale che utilizzavano motori boxer bicilindrici furono il furgone Jowett Bradford, il DAF Daffodil del 1961-1976, la Toyota Publica del 1961-1978, la vettura sportiva Toyota Sports 800 del 1965-1969 e diversi modelli a trazione anteriore di Citroën e Panhard. Diverse auto con motore posteriore furono prodotte anche con motori boxer bicilindrici originariamente progettati per motociclette, come la Puch 500 del 1957-1975, la BMW 600 del 1957-1959 e la BMW 700 del 1959-1965. Il produttore brasiliano Gurgel Motores ha utilizzato un motore bicilindrico boxer raffreddato ad acqua (boxer quattro cilindri raffreddato ad aria Volkswagen) in diversi modelli dal 1988 al 1994.
Il motore Toyota U era un bicilindrico piatto raffreddato ad aria prodotto dal 1961 al 1976. Introdotto nell'utilitaria Toyota Publica, il motore a U è stato utilizzato anche nel piccolo veicolo commerciale Toyota MiniAce e nell'auto sportiva Toyota Sports 800.

### Motociclette

#### Montaggio traversale

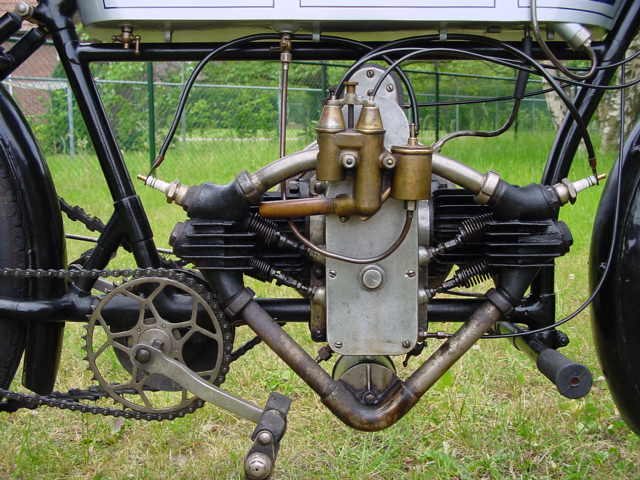
Motore Douglas N3 del 1912

I vantaggi dell'utilizzo di un motore bicilindrico piatto montato con l'albero motore perpendicolare al telaio (quindi i cilindri sono in linea con il telaio) sono un baricentro basso e un sistema di trasmissione a cinghia o a catena per trasmettere la trazione alla ruota posteriore. Tuttavia, i lati negativi sono la distribuzione del calore non uniforme (il cilindro anteriore è raffreddato più pesantemente del cilindro posteriore) e spesso è richiesto un passo più lungo a causa della lunghezza del motore.
Il primo motore motociclistico bicilindrico piatto fu costruito nel 1905 dalla Light Motors Company nel Regno Unito. Originariamente chiamato Fée (ribattezzato "Fairy" subito dopo la sua introduzione), è stato progettato come un "sistema motrice per biciclette" che trasmetteva potenza a una puleggia sulla ruota posteriore tramite una catena. La fabbricazione del Fairy fu assegnata alla Douglas Engineering Company, uno dei fornitori di Light Motors, quando la Light Motors Company si sciolse. Più tardi, nel 1907, Douglas cambiò la trasmissione dal design della catena e della puleggia a un sistema di trasmissione a cinghia azionato direttamente dal motore. Gli sviluppi successivi della motocicletta Douglas furono fatti con i cilindri in linea con il telaio fino alla seconda guerra mondiale.
Altre prime motociclette con motori bicilindrici piatti usavano una disposizione simile, con i loro cilindri allineati lungo il telaio e quindi con l'albero motore che correva trasversalmente al telaio.
Nel 1914 il principale fornitore di cambi con mozzo posteriore, Sturmey-Archer, introdusse un cambio a contralbero a 3 velocità con avviamento a pedale integrato, che poneva un problema di progettazione per motociclette con motori bicilindrici piatti montati trasversalmente. Questo cambio potrebbe essere posizionato relativamente facilmente dietro un motore monocilindrico o bicilindrico a V, tuttavia questa disposizione comporterebbe un passo eccessivamente lungo per i motori bicilindrici. Le soluzioni a questo problema includevano l'uso di un contralbero sotto il motore (come usato dalla Douglas Fairy), o un cambio situato sopra il motore, anche se in alcuni casi i cilindri erano abbastanza corti per usare il cambio nella tradizionale posizione dietro il motore.
Nel 1916, la maggior parte delle motociclette con motori bicilindrici piatti utilizzava ancora un motore montato trasversalmente. I modelli europei in questo momento includevano il Bradbury da 3,5 CV, il Brough HB, il Douglas da 2,78 CV e 4 CV, l'Humber da 3,5 CV e 6 CV, il Matchless da 6 CV, il Montgomery da 6 CV, il Williamson Flat Twin da 8 CV e il Bayerische Flugzeugwerke Helios (il predecessore della prima motocicletta BMW). I modelli prodotti negli Stati Uniti includevano l'Indian Model O e l'Harley-Davidson Model W.

#### Montaggio longitudinale
Il vantaggio principale di montare un motore bicilindrico piatto con l'albero motore in linea con il telaio (quindi i cilindri seduti lateralmente nel telaio) è che un motore raffreddato ad aria riceve la stessa quantità di raffreddamento per ciascun cilindro. L'Harley-Davidson XA, che utilizzava un motore bicilindrico piatto con i cilindri sul telaio, manteneva una temperatura dell'olio di 56 °C più fredda di una Harley-Davidson WLA con bicilindrico a V con i cilindri in linea con il telaio. Un vantaggio collaterale è che i cilindri forniscono protezione al ciclista in caso di collisione o caduta e mantengono i piedi caldi quando fa freddo. Gli svantaggi sono che il motore non può essere montato il più vicino possibile al suolo (altrimenti i cilindri possono raschiare il suolo in curva) e che espone i cilindri e le coperture delle valvole al pericolo di danni da collisione. Dato il montaggio longitudinale, la reazione della coppia ruoterà la motocicletta su un lato (come in caso di forte accelerazione/decelerazione o quando si apre l'acceleratore in folle) invece di spostare il bilanciamento del peso tra le ruote anteriori e posteriori. Tuttavia, molte motociclette moderne riducono questo effetto ruotando volani o alternatori nella direzione opposta a quella dell'albero motore.
Una delle prime motociclette con un motore bicilindrico piatto montato longitudinalmente fu la ABC del 1916, costruita nel Regno Unito. Per adattarsi alla trasmissione a catena, l'ABC ha utilizzato una trasmissione conica sul cambio per cambiare la direzione della trasmissione di novanta gradi. La prima motocicletta BMW, la BMW R 32 del 1923, fu un altro dei primi esempi di motore bicilindrico piatto montato longitudinalmente, sebbene in questo caso la potenza fosse trasmessa alla ruota posteriore tramite una trasmissione a cardano.
Nel tempo, il montaggio longitudinale è diventato più comune per i motori bicilindrici. BMW ha una lunga storia di motociclette a motore piatto, come Ural (Russia) e Dnepr (Ucraina).

### Aviazione

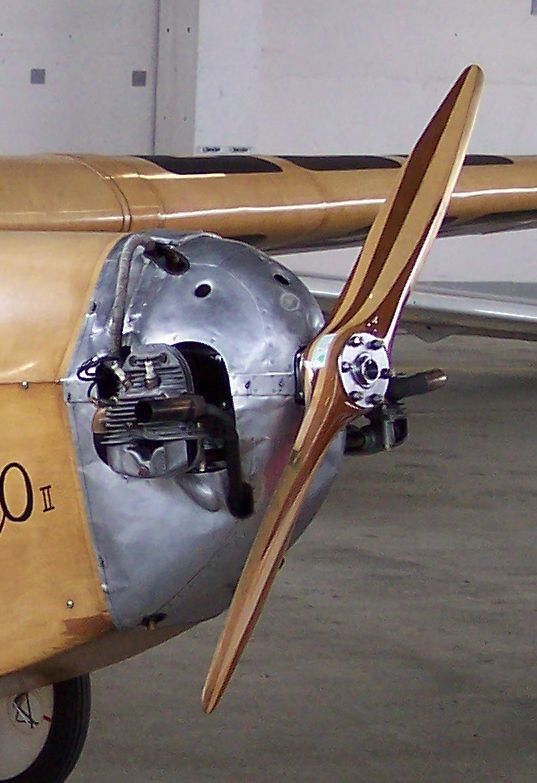
Bristol Cherub II installato sugli aerei

Nel 1902, il monoplano Pearse (che in seguito sarebbe diventato uno dei primi aerei a raggiungere il volo) era alimentato da un motore bicilindrico piatto costruito in una fattoria da un inventore hobbista. Questo motore utilizzava il design insolito di un singolo perno di manovella condiviso e pistoni a doppio effetto. Nel 1908, la società francese Dutheil-Chalmers iniziò la produzione di motori per aerei bicilindrici, che utilizzavano due alberi motore controrotanti. Il motore Dutheil-Chlamers fu utilizzato dall'aereo sperimentale Santos-Dumont Demoiselle n. 20 del 1907, con versioni successive di questo aereo prodotte con motori bicilindrici Darracq e Clément-Bayard.
La maggior parte degli aerei con motore a pistoni utilizzava più di due cilindri, tuttavia altri motori per aeromobili bicilindrici degli anni '20 e '30 includono gli americani Aeronca E-107 e Aeronca E-113, il britannico Bristol Cherub e il cecoslovacco Praga B2. L'HKS 700E è un bicilindrico piatto raffreddato ad olio per velivoli ultraleggeri attualmente in produzione.
Negli aerei più grandi, i motori bicilindrici piatti sono stati utilizzati nelle unità di potenza ausiliarie (APU). Un esempio notevole è stato fatto dalla ABC Motors negli anni '20 e '30. Durante la seconda guerra mondiale, la ditta Reidel in Germania progettò e fabbricò un motore a due tempi bicilindrico piatto come motorino di avviamento per i motori a reazione Junkers Jumo 004, BMW 003 e Heinkel HeS 011.

### Altri utilizzi
I motori bicilindrici Maytag "Modello 72", prodotti dal 1937 fino a qualche tempo tra il 1952 e il 1960, furono utilizzati in varie applicazioni, comprese le lavatrici.
I generatori elettrici che utilizzavano motori bicilindrici furono costruiti dalla Norman Engineering Company dal 1932 al 1968. Enfield Industrial Engines (parte di Royal Enfield) ha prodotto motori a benzina a due tempi bicilindrici piatti durante la seconda guerra mondiale che sono stati utilizzati per generatori e altri usi militari. Dopo il 1945, Enfield ha prodotto motori diesel bicilindrici piatti, con applicazioni tra cui uso agricolo e marino. Coventry Victor ha introdotto una versione diesel del loro attuale 688 cc a benzina bicilindrico piatto nel 1932, e ha continuato a produrre motori bicilindrici piatti diesel e benzina per una varietà di usi industriali e marini negli anni '50.
I bicilindrici piatti a due tempi erano spesso usati come motori fuoribordo per barche, poiché erano più fluidi dei motori monocilindrici. Negli anni '40, furono in gran parte sostituiti da motori a due tempi bicilindrici in linea, che erano più facili da avviare e non avevano quantità eccessive di vibrazioni.